# Michael Lion
Michael Lion född 1958 i Stockholm, är en svensk författare.
Lion debuterade 1996 med romanen Öar. Romanen Hem till Istanbul, 2008 berättar om utanförskapet som en pojke upplever då han flyttar med sin mamma och hennes nya pojkvän från Sverige till Istanbul.